# Каччавиллани, Вашингтон
Вашингтон Каччавиллани (исп. Washington Cacciavillani; 1 января 1934, Сальто — 1999) — уругвайский футболист и тренер. Играл на позиции правого нападающего. Известен по выступлениям за различные итальянские клубы в 1950—1960-е годы.

## Карьера
Вашингтон Каччавиллани начинал карьеру футболиста на родине в клубе «Ривер Плейт» из Монтевидео. В 1955 году футболист переехал в Италию, где стал игроком «Про Патрии». В сезоне 1955/56 уругваец провёл 6 матчей в Серии А и забил 1 гол в ворота «Виченцы». По результатам того сезона тигрята заняли последнее место в таблице чемпионата и вылетели в Серию Б. Уругвайский игрок остался в команде на следующий сезон, однако в итоге «Про Патрия» скатилась ещё на дивизион ниже. В 1957 году Каччавиллани перешёл в «Интер». В составе миланской команды он отыграл лишь один матч: 13 апреля 1958 года нападающий принял участие во встрече с «Удинезе», которая завершилась со счётом 1:1. После ухода из «Интернационале» футболист из Уругвая выступал за итальянские команды из низших дивизионов: «Равенна», «Казертана», «Сиракуза» (за которую он провёл 7 сезонов) и «Флоридия».
В 1970 году Каччавиллани завершил карьеру футболиста. Через некоторое время он был принят на работу в «Сиракузу» в качестве тренера молодёжного состава. Затем в 1970—1980-е годы Вашингтон Каччавиллани работал главным тренером в различных клубах Италии, в том числе в «Козенце», «Рагузе» и «Трапани». Умер в 1999 году.